# Триумфальная арка (Флоренция)
Триумфальная арка на площади Свободы во Флоренции — памятник архитектуры в стиле неоклассицизма, построенный в 1737 году по проекту архитектора Жана-Николя Жадо, в сотрудничестве с другим архитектором и художниками Академии художеств, создавшими статуи античных богов. Возводя монумент к северу от города, рядом с воротами Святого Галла, Габсбурги-Лотарингские, новые правители великого герцогства Тосканского, хотели подчеркнуть своё право на трон, после пресечения главной линии дома Медичи.
Арка была построена во время периода регентства (1733—1765), в ознаменование визита во Флоренцию нового великого герцога Франца Стефана (Франческо II). Визит состоялся 20 января 1739 года. Когда Франц Стефан стал императором в Вене, корону великого герцогства Тосканского унаследовал его второй сын, Пётр Леопольд (Леопольдо I).
В архитектурном убранстве арки доминирует геральдический орёл дома Габсбургов с рядом барельефов, изображающих триумфы этого дома с помпезными надписями на латыни. По стечению обстоятельств именно через эту арку 27 апреля 1859 года Леопольдо II, последний великий герцог Тосканский покинул город, под крики местных жителей: «Прощай, отец Леопольд».
Мемориальная доска, размещенная на внутренней стороне арки 11 ноября 1916 года, посвящена Виктору Эммануилу III, королю Италии. В ней говорится о подвиге участников движения за объединение Италии, боровшихся со старым режимом, построившим арку.
С созданием кольцевых проспектов между 1865 и 1871 годами, арка оказалась в центре «острова», в окружении пешеходных улиц и системы аркад, являющихся достижением архитектора Джузеппе Поджи, руководителя проектного планирования.
Напротив арки находятся древние ворота Святого Галла, являющиеся частью древней крепостной стены, перед которыми был построен круглый фонтан, отделяющий ворота от арки.